# Tram van Grenoble

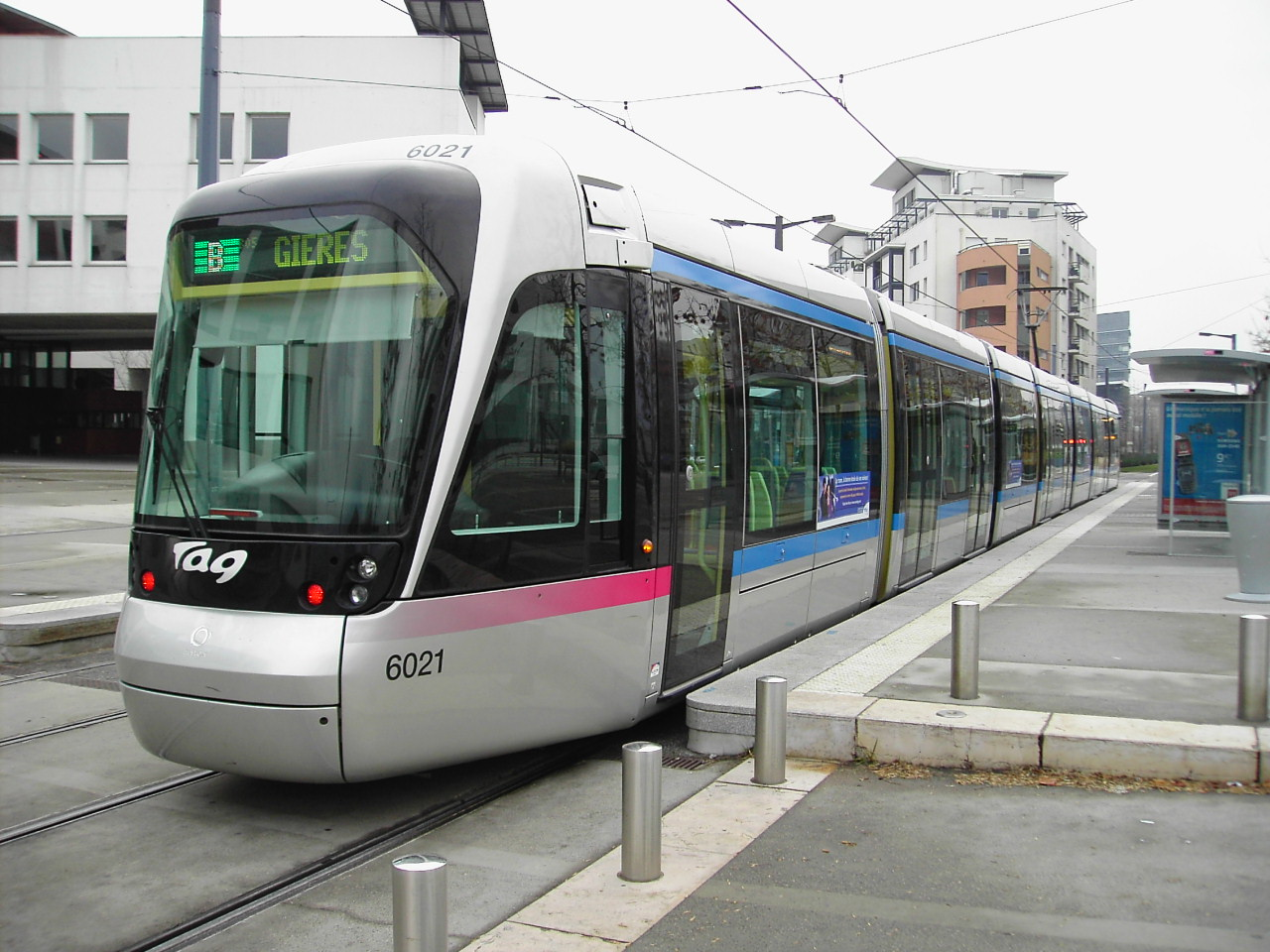
Citadis-tram.

Plattegrond van het netwerk van Grenoble

De tram van Grenoble is een tramnetwerk in de Franse stad Grenoble. Het systeem bestaat uit vijf lijnen (lijn A, B, C, D en E). Het normaalsporige tramnet van Grenoble is 34,4 km lang. Met de opening van de eerste nieuwe tramlijn en tramnet in 1987 was Grenoble de tweede stad in Frankrijk na Nantes met moderne trams. De tram van Grenoble was een voorbeeld voor veel steden in Europa en TFS trams van Grenoble hebben proefgereden in Rotterdam en Barcelona.
Grenoble heeft vroeger een zeer uitgebreid tramnet van 220 km met regionale lijnen gekend. De laatste oude tramlijnen zijn opgeheven in 1952. Van 1947-1999 bestond er de Trolleybus van Grenoble.

## Materieel
Er rijden in Grenoble 53 trams van het type Tramway Français Standard van Alstom op de lijnen A, C, D en E. Daarnaast rijden er 50 langere trams van het type Citadis 402 op de tramlijnen A, B en C.

## Exploitatie
Het trambedrijf wordt geëxploiteerd door de SÉMITAG (Société d'Économie Mixte des Transports de l'Agglomération Grenobloise).

## Uitbreiding
De laatste geopend tramlijn E op 28 juni 2014 is in de zomer van 2015 met 6,7 km verder verlengd naar het noorden.
Op 24 augustus 2024 werd tramlijn D verlengd van Les-Taillées-Universités naar Gares, een tramhalte bij het spoorwegstation Grenoble.